# Amiche davvero
Amiche davvero è un film per la televisione del 1998, diretto da Marcello Cesena.

## Trama
Un evento importante cambierà la vita di tre amiche di vecchia data.

## Accoglienza
Il film è stato trasmesso in prima TV il 18 marzo  1998 su Italia 1.